# Gimnasia en los Juegos Centroamericanos y del Caribe

Gimnasia

La prueba de Gimnasia Artística fue admitida en los Juegos Centroamericanos y del Caribe desde la quinta edición que se celebró en Barranquilla en Colombia en 1946. La Gimnasia Rítmica en 1998 (Maracaibo, Venezuela). Y finalmente la Gimnasia de Trampolín se introdujo en 2010 (MayagÜez, Puerto Rico).
Los eventos que se realizan en la prueba de gimnasia, son llevados a cabo según la sede.

## Gimnasia Artística

### Medallero
Actualizado Barranquilla 2018
| # | País                                 |     |     |    | Total |
| - | ------------------------------------ | --- | --- | -- | ----- |
| 1 | Cuba                                 | 139 | 115 | 69 | 323   |
| 2 | México                               | 36  | 51  | 53 | 140   |
| 3 | Venezuela                            | 20  | 22  | 36 | 78    |
| 4 | Puerto Rico                          | 18  | 16  | 33 | 67    |
| 5 | Colombia                             | 15  | 14  | 19 | 48    |
| 6 | Guatemala                            | 2   | 5   | 11 | 18    |
| 7 | República Dominicana                 | 2   | 1   | 5  | 8     |
| 8 | Panamá                               | 0   | 0   | 3  | 3     |
| 9 | Islas Vírgenes de los Estados Unidos | 0   | 0   | 1  | 1     |

## Gimnasia Rítmica

### Medallero
Actualizado Barranquilla 2018
| # | País                 |    |    |    | Total |
| - | -------------------- | -- | -- | -- | ----- |
| 1 | México               | 28 | 21 | 4  | 53    |
| 2 | Venezuela            | 6  | 8  | 18 | 32    |
| 3 | Cuba                 | 5  | 8  | 4  | 17    |
| 4 | El Salvador          | 0  | 0  | 2  | 2     |
| 5 | Puerto Rico          | 0  | 1  | 2  | 3     |
| 6 | Guatemala            | 0  | 1  | 1  | 2     |
| 7 | Colombia             | 0  | 0  | 5  | 5     |
| 8 | República Dominicana | 0  | 1  | 2  | 3     |

## Gimnasia en Trampolín

### Medallero
Actualizado Barranquilla 2018
| # | País                 |   |   |   | Total |
| - | -------------------- | - | - | - | ----- |
| 1 | México               | 5 | 2 | 0 | 7     |
| 2 | Colombia             | 1 | 3 | 1 | 5     |
| 3 | Puerto Rico          | 0 | 1 | 1 | 2     |
| 4 | República Dominicana | 0 | 0 | 2 | 5     |
| 4 | Venezuela            | 0 | 0 | 2 | 2     |

## Medallero Combinado(Todas las disciplinas)
Actualizado Barranquilla 2018
| #  | País                                 |     |     |    | Total |
| -- | ------------------------------------ | --- | --- | -- | ----- |
| 1  | Cuba                                 | 144 | 123 | 73 | 340   |
| 2  | México                               | 69  | 74  | 57 | 200   |
| 3  | Venezuela                            | 26  | 30  | 56 | 112   |
| 4  | Puerto Rico                          | 18  | 18  | 38 | 74    |
| 5  | Colombia                             | 16  | 17  | 25 | 58    |
| 6  | Guatemala                            | 2   | 6   | 12 | 20    |
| 7  | República Dominicana                 | 2   | 2   | 9  | 13    |
| 8  | Panamá                               | 0   | 0   | 3  | 3     |
| 9  | El Salvador                          | 0   | 0   | 2  | 2     |
| 10 | Islas Vírgenes de los Estados Unidos | 0   | 0   | 1  | 1     |

- Datos: Q25063983